# Староназываевка
Староназыва́евка — деревня в Называевском районе Омской области. В составе Жирновского сельского поселения.

## История
Основана в 1773 году. В 1928 г. деревня Называевка состояла из 143 хозяйств, основное население — русские. Центр Называевского сельсовета Называевского района Омского округа Сибирского края. В современной форме название утвердилось, вероятно, около 1947 года для отличия от близлежащего рабочего посёлка Новоназываевка (ныне город Называевск).

## Население
| 1926 | 2002 | 2010 |
| ---- | ---- | ---- |
| 646  | ↘160 | ↘151 |

## Известные уроженцы
- Алексеев, Трофим Васильевич (1870—1938) — член Государственной думы I и II созывов от Тобольской губернии.